# 信長的忍者
《信長的忍者》是日本漫畫家重野直樹所繪畫的四格漫畫作品。2008年12月於白泉社期下的雜誌『Young Animal』連載至今。2016年10月開始於電視播出其短篇動畫。播出两季度后，于2017年4月继续播放第二期。

## 概要
作品以日本戰國時代為背景，少女忍者千鳥和她的主君織田信長以及他們的夥伴以終結亂世、統一天下為目標的故事。

## 登場人物
千鳥（聲優：水瀨祈）
本作主角。忍者少女。誓言協助信長完成「終結亂世」的目標。
織田信長（聲優：羽多野涉）
千鳥的主君。喜歡甜食、弱點是喝酒。有著「終結亂世」的目標。
助藏（聲優：村瀨步）
支援千鳥的忍者少年。
木下秀吉（聲優：山口勝平）
信長的家臣。綽號是猴子。
歸蝶（聲優：高橋智秋）
信長的正室。天然呆的個性。
寧寧（聲優：釘宮理恵）
秀吉的正室。個性傲嬌。有著很優秀的家務能力，但很不擅長料理。
阿市（聲優：三森鈴子）
信長的妹妹。被譽為戰國第一美少女。
柴田勝家（聲優：大川透）
織田家的家老。
森可成（聲優：關智一）
織田家的武將。
前田利家（聲優：落合福嗣）
織田家的家臣。
松（聲優：松井菜櫻子）
利家的正室。
太田牛一（聲優：森嶋秀太）
織田家的家臣。
今川義元（聲優：關智一）
駿河國的戰國大名。
今川氏真（聲優：落合福嗣）
義元的嫡長子。
齋藤龍興（聲優：上田祐司）
美濃國的戰國大名。祖父為原美濃國大名齋藤道三。
美濃三人眾
稻葉一鐵（聲優：森嶋秀太）
安藤守就（聲優：落合福嗣）
氏家卜全（聲優：高橋伸也）
竹中半兵衛（聲優：平川大輔）
齋藤家的家臣。
明智光秀（聲優：立花慎之介）
齋藤道三的家臣。
瀧川一益（聲優：諏訪部順一）
蜂須賀小六（聲優：檜山修之）
野武士的頭領。
足利義昭（聲優：高木涉）
室町幕府第十三代將軍，前任將軍足利義輝的弟弟。
松平元康（聲優：置鮎龍太郎）
後名德川家康。
服部半藏（聲優：VALSHE）
松平元康的家臣。
淺井長政（聲優：內匠靖明）
淺井久政（聲優：松山鷹志）
遠藤直經（聲優：梁田清之）
磯野員昌（聲優：森嶋秀太）
朝倉義景（聲優：岸尾大輔）
山崎吉家（聲優：天田益男）
真柄直隆（聲優：木村昴）
六角承禎（聲優：坂本賴光）
杉谷善住坊（聲優：竹本英史）
松永久秀（聲優：井上和彥）
細川藤孝（聲優：高橋廣司）
路易斯·弗洛伊斯（聲優：前田剛）
北畠具教（聲優：石井康嗣）
北畠具房（聲優：落合福嗣）

## 出版書籍
| 卷數 | 白泉社         | 白泉社                 | 白泉社                 |
| 卷數 | 發售日期       | 通常版 ISBN            | 限定版 ISBN            |
| ---- | -------------- | ---------------------- | ---------------------- |
| 1    | 2009年6月29日  | ISBN 978-4-592-14495-3 | 不適用                 |
| 2    | 2010年2月26日  | ISBN 978-4-592-14496-0 | 不適用                 |
| 3    | 2010年8月27日  | ISBN 978-4-592-14496-0 | 不適用                 |
| 4    | 2011年6月29日  | ISBN 978-4-592-14497-7 | 不適用                 |
| 5    | 2012年3月29日  | ISBN 978-4-592-14498-4 | 不適用                 |
| 6    | 2012年12月26日 | ISBN 978-4-592-14499-1 | 不適用                 |
| 7    | 2013年10月29日 | ISBN 978-4-592-14532-5 | 不適用                 |
| 8    | 2014年8月29日  | ISBN 978-4-592-14533-2 | 不適用                 |
| 9    | 2015年7月29日  | ISBN 978-4-592-14534-9 | 不適用                 |
| 10   | 2016年9月29日  | ISBN 978-4-592-14638-4 | 不適用                 |
| 11   | 2017年2月28日  | ISBN 978-4-592-14639-1 | ISBN 978-4-592-10518-3 |
| 12   | 2017年8月29日  | ISBN 978-4-592-14640-7 | ISBN 978-4-592-10519-0 |
| 13   | 2018年3月29日  | ISBN 978-4-592-16113-4 | ISBN 978-4-592-10520-6 |
| 14   | 2018年8月29日  | ISBN 978-4-592-16114-1 | ISBN 978-4-592-10521-3 |
| 15   | 2019年3月29日  | ISBN 978-4-592-16115-8 | ISBN 978-4-592-10523-7 |
| 16   | 2019年9月27日  | ISBN 978-4-592-16116-5 | ISBN 978-4-592-10525-1 |

## 外傳漫畫
| 卷數                       | 白泉社         | 白泉社             |
| 卷數                       | 發售日期       | ISBN               |
| -------------------------- | -------------- | ------------------ |
| 戰國雀王信長               | 2012年3月29日  | ISBN 9784592145509 |
| 信長的忍者外傳 尾張統一記1 | 2014年8月29日  | ISBN 9784592140115 |
| 信長的忍者外傳 尾張統一記2 | 2016年2月29日  | ISBN 9784592140122 |
| 信長的忍者外傳 尾張統一記3 | 2017年7月28日  | ISBN 9784592140139 |
| 軍師 黑田官兵衛傳1         | 2014年1月29日  | ISBN 9784592140610 |
| 軍師 黑田官兵衛傳2         | 2014年10月29日 | ISBN 9784592140627 |
| 軍師 黑田官兵衛傳3         | 2016年7月29日  | ISBN 9784592140634 |
| 政宗大人與景綱君           | 2015年7月29日  | ISBN 9784845847204 |
| 真田魂                     | 2016年4月28日  | ISBN 9784592140597 |

## 電視動畫

### 製作人員
- 原作：重野直樹（日语：重野なおき）（白泉社『Young Animal』）
- 監督：大地丙太郎
- 人物設定：山中純子
- 美術監督：湖山真奈美
- 色彩設計：加藤里恵
- 攝影監督：佐佐木明美
- 編輯：藤田育代
- 音樂：增田俊郎
- 音響監督：田中一也（日语：田中一也）
- 動畫制作：TMS Entertainment
- 製作：「信長的忍者」製作委員會

### 主題曲
「徒櫻（徒桜）」(第1~13話)
主唱、作詞：蓮花（れんか）
作曲、編曲：KAZUYA（universe）
「MONTAGE」(第14~26話)
主唱、作詞、作曲：VALSHE
「白雪」(第27~39話)
主唱、作詞：蓮花（れんか）
作曲、編曲：KAZUYA
「花の影」(第40~52話)
主唱 ：Lily's Blow
作詞：近藤ひさし
作曲、編曲：楠野功太郎
「金魚涙。」(第53~話)
主唱、作詞：蓮花（れんか）
作曲、編曲：永見和也

### 各話列表
| 話數                 | 日文標題                     | 中文標題                 | 分鏡       | 演出                | 作畫監督                     |       |
| 第1季                | 第1季                        | 第1季                    | 第1季      | 第1季               | 第1季                        | 第1季 |
| -------------------- | ---------------------------- | ------------------------ | ---------- | ------------------- | ---------------------------- | ----- |
| 第零話               | 信長と見習い忍び             | 信長和忍者學徒           | 大地丙太郎 | 赤城博昭 大地丙太郎 | 山中純子                     |       |
| 第一話               | 信長様に会いに行こう         | 去見信長大人             | 大地丙太郎 | 山口光              | 吉見京子                     |       |
| 第二話               | 織田家とゆかいな仲間たち     | 織田家和愉快的夥伴們     | 大地丙太郎 | 山口光              | 川口隆                       |       |
| 第三話               | 突撃‼となりの今川さん        | 突擊!!隔壁的今川先生     | 大地丙太郎 | 神原敏昭            | 森亞彌子                     |       |
| 第四話               | サルとツンデレ娘             | 猴子和傲嬌娘             | 大地丙太郎 | 神原敏昭            | 森亞彌子                     |       |
| 第五話               | 今川軍がやってきた           | 今川軍來了               | 大地丙太郎 | 神原敏昭            | 森亞彌子                     |       |
| 第六話               | 千鳥、鳥の如く               | 千鳥、如鳥一般           | 大地丙太郎 | 神原敏昭            | 森亞彌子                     |       |
| 第七話               | 桶狭間の中心で、義元がさけぶ | 在桶狭間的中心、義元呼唤 | 大地丙太郎 | 菅井嘉浩            | 平良哲朗                     |       |
| 第八話               | 歴史に人あり                 | 人物造就歷史             | 大地丙太郎 | 菅井嘉浩            | 平良哲朗                     |       |
| 第九話               | 清洲同盟と元康の忍び         | 清洲同盟與元康的忍者     | 大地丙太郎 | 菅井嘉浩            | 平良哲朗                     |       |
| 第十話               | 美濃を制す者は天下を制す     | 得美濃者得天下           | 大地丙太郎 | 菅井嘉浩            | 平良哲朗                     |       |
| 第十一話             | 上司にめぐまれなかったら     | 若是不受上司青睞         | 大地丙太郎 | 古谷田順久          | 大島美和 秦野好紹            |       |
| 第十二話             | 天才は病弱さん               | 天才是病弱小生           | 大地丙太郎 | 古谷田順久          | 吉見京子                     |       |
| 第十三話             | 風雲‼ 稲葉山城‼              | 風雲!!稲葉山城!!         | 大地丙太郎 | 備前克彥            | 森亞彌子                     |       |
| 第十四話             | 出世は大変でござーる         | 出人頭地真不簡單         | 大地丙太郎 | 備前克彥            | 森亞彌子                     |       |
| 第十五話             | みんなで築こう墨俣城         | 大家一起來蓋墨俣城       | 大地丙太郎 | 備前克彥            | 森亞彌子                     |       |
| 第十六話             | 一夜で築いた事にしといて     | 給我在一夜之間築好       | 大地丙太郎 | 備前克彥            | 森亞彌子                     |       |
| 第十七話             | 引きこもり終了のお知らせ     | 家裡蹲結束通知           | 大地丙太郎 | 安部祐二郎          | 本橋秀之                     |       |
| 第十八話             | 京が俺を呼んでるぜ           | 京在呼喚著我             | 大地丙太郎 | 安部祐二郎          | 阿部航                       |       |
| 第十九話             | 半兵衛ゲットだぜ‼            | 我得到半兵衛了!!         | 大地丙太郎 | 古谷田順久          | 吉見京子                     |       |
| 第二十話             | 妹よ                         | 吾妹啊                   | 大地丙太郎 | 古谷田順久          | 秦野好紹                     |       |
| 第二十一話           | いつか将軍になりた～い‼      | 好想有一天做將軍!!       | 大地丙太郎 | 菅井嘉浩            | 平良哲朗                     |       |
| 第二十二話           | ツッコミ師参入               | 吐槽軍師參上             | 大地丙太郎 | 菅井嘉浩            | 平良哲朗                     |       |
| 第二十三話           | 信長！うしろ!!うしろ!!       | 信長!後面!!後面!!        | 大地丙太郎 | 備前克彥            | 森亞彌子                     |       |
| 第二十四話           | 影の伝説                     | 影的傳說                 | 大地丙太郎 | 備前克彥            | 森亞彌子                     |       |
| 第二十五話           | 城とったどー‼                | 城竟然被攻下了!!         | 大地丙太郎 | 古谷田順久          | 秦野好紹                     |       |
| 第二十六話           | おいでやす京へ               | 歡迎光臨MY京             | 大地丙太郎 | 古谷田順久          | 秦野好紹                     |       |
| 第2季（伊勢·金崎篇） |                              |                          |            |                     |                              |       |
| 第二十七話           | デンジャラスじじい登場       | 危險老頭登場             | 大地丙太郎 | 備前克彥            | 森亞彌子                     |       |
| 第二十八話           | 松永台風上陸                 | 松永颱風登陸             | 大地丙太郎 | 備前克彥            | 森亞彌子                     |       |
| 第二十九話           | 政権交代なのだー‼            | 政權交替啦!!             | 大地丙太郎 | 小野隆宏            | 平良哲朗                     |       |
| 第三十話             | 鬼の居ぬ間の六条合戦         | 趁鬼不在時的六條合戰     | 大地丙太郎 | 小野隆宏            | 伊藤麻由加                   |       |
| 第三十一話           | 反撃は歌と共に               | 隨歌反擊                 | 大地丙太郎 | 安部祐二郎          | 佐佐木惠子                   |       |
| 第三十二話           | 西の国から1569               | 來自西國1569             | 大地丙太郎 | 安部祐二郎          | 秦野好紹                     |       |
| 第三十三話           | とある忍び嫌いと超剣豪       | 某個厭惡忍者之人與超劍豪 | 大地丙太郎 | 備前克彥            | 森亞彌子                     |       |
| 第三十四話           | 鬼と化け物                   | 鬼與怪物                 | 大地丙太郎 | 備前克彥            | 森亞彌子                     |       |
| 第三十五話           | 水面下の死闘                 | 水面下的死戰             | 大地丙太郎 | 向井雅浩            | 秦野好紹 橋本正則            |       |
| 第三十六話           | また闘る日まで               | 直到再次交戰之日         | 大地丙太郎 | 向井雅浩            | 松本澄子                     |       |
| 第三十七話           | 百年の歴史                   | 百年的歷史               | 大地丙太郎 | 菅井嘉浩            | 平良哲朗                     |       |
| 第三十八話           | 何かが始まる予感             | 有什麼要開始的預感       | 大地丙太郎 | 菅井嘉浩            | 平良哲朗                     |       |
| 第三十九話           | 危うい快進撃                 | 危險的速攻               | 大地丙太郎 | 備前克彥            | 森亞彌子                     |       |
| 第四十話             | 激震‼浅井家                  | 激震!!淺井家             | 大地丙太郎 | 備前克彥            | 森亞彌子                     |       |
| 第四十一話           | いざ‼退陣‼                   | 就此退兵!!               | 大地丙太郎 | 向井雅浩            | 松本澄子                     |       |
| 第四十二話           | 熱闘金ヶ崎‼                  | 熱斗金崎!!               | 大地丙太郎 | 向井雅浩            | 秦野好紹 佐佐木惠子 橋本正則 |       |
| 第四十三話           | 真柄無双                     | 真柄無雙                 | 大地丙太郎 | 菅井嘉浩            | 平良哲朗                     |       |
| 第四十四話           | 朽木の谷のモトツナ           | 朽木谷的元綱             | 大地丙太郎 | 菅井嘉浩            | 平良哲朗                     |       |
| 第四十五話           | 家に帰るまでがです           | 直到回家前都是殿軍       | 大地丙太郎 | 備前克彥            | 森亞彌子                     |       |
| 第四十六話           | さよなら金ヶ崎               | 再見了金崎               | 大地丙太郎 | 備前克彥            | 森亞彌子                     |       |
| 第四十七話           | 生還なう                     | 生還now                  | 大地丙太郎 | 向井雅浩            | 秦野好紹 吉見京子 橋本正則   |       |
| 第四十八話           | 殿といつまでも               | 無論何時都和大人一起     | 大地丙太郎 | 向井雅浩            | 松本澄子                     |       |
| 第四十九話           | とある忍びの火縄銃           | 某個忍者的火繩槍         | 大地丙太郎 | 備前克彥            | 森亞彌子                     |       |
| 第五十話             | 翼をください                 | 給我一雙翅膀             | 大地丙太郎 | 備前克彥            | 森亞彌子                     |       |
| 第五十一話           | お市争奪戦                   | 阿市爭奪戰               | 大地丙太郎 | 向井雅浩            | 松本澄子                     |       |
| 第五十二話           | そして姉川へ                 | 之後前往姊川             | 大地丙太郎 | 向井雅浩            | 秦野好紹 吉見京子 橋本正則   |       |
| 第3季（姊川·石山篇） |                              |                          |            |                     |                              |       |
| 第五十三話           | 沈黙の小谷城                 | 沉默的小谷城             | 大地丙太郎 | 向井雅浩            | 松本澄子                     |       |
| 第五十四話           | 磯野、発進！                 | 磯野、出發！             | 大地丙太郎 | 向井雅浩            | 秦野好紹 橋本正則            |       |
| 第五十五話           | 千鳥乱舞                     | 千鳥亂舞                 | 大地丙太郎 | 備前克彥            | 森亞彌子                     |       |

## 外部連結
- Young Animal「信長的忍者」官方網站（日語）
- 電視動畫「信長的忍者」官方網站 （页面存档备份，存于）（日語）
- 電視動畫「信長的忍者」官方的X（前Twitter）（日語）